# Diplectrona inermis
Diplectrona inermis är en nattsländeart som först beskrevs av Banks 1939.  Diplectrona inermis ingår i släktet Diplectrona och familjen ryssjenattsländor. Inga underarter finns listade i Catalogue of Life.